# ジョナ・ヘックス
ジョナ・ウッドソン・ヘックス（Jonah Woodson Hex）は、DCコミックスの西部劇作品に登場するアンチヒーロー。ジョン・アルバノとトニー・デズニガによって創造された。顔面右部分に大きな醜い傷を持つガンマン・バウンティハンターとして知られる。

## 出版史
ジョナ・ヘックスはAll-Star Western第10号で初登場し、同誌がWeird Western Talesへと改題し、物語がScalphunterにスポットが移る第38号（1977年）までの間メインキャラクターを務めた。同年には自身を主役としたJonah Hex誌が刊行され、マイケル・フライシャーをメインライターに迎えて92号まで続いた。
Jonah Hex誌は1985年のCrisis on Infinite Earthsの間にキャンセルされたが、同年にはフライシャーによる新シリーズHexがスタートし、18号まで続いた。同誌はジョナ・ヘックスがタイムトラベルし、21世紀の荒廃した世界を舞台に活躍するという終末ものとなっている。
Vertigoレーベルからは、"Two-Gun Mojo"（全5号、1993年）、"Riders of the Worm and Such"（全5号、1995年）、"Shadows West"（全3号、1999年）の3つテーマのミニシリーズが出版された。それらはすべてジョー・R・ランスデイルが原作、ティム・トルーマンが作画した。
2005年11月、DCコミックスはジャスティン・グレイとジミー・パルミオッティによる新シリーズJonah Hexを開始した。
2010年には映画公開に合わせてグレイとパルミオッティによるグラフィックノベルJonah Hex: No Way Backが発売される。

## 能力
ヘックスはマーク・オブ・ザ・デーモンの異名を持つガンマンであり、ほとんど百発百中に近い射撃能力を持つ。また、戦術に長けた戦闘兵としての一面を持つ。

## 登場作品

### 主要シリーズ
- All-Star Western (10-11号; 1972年)
- Weird Western Tales (12-14,16-38号; 1972–1977年)
- Jonah Hex (Vol. 1 1-92号; 1977–1985年)
- Jonah Hex Spectacular (1号; 1978年秋)
- Hex (1-18号; 1985–1987年)
- Secret Origins (Vol. 3 21号; 1987年12月)
- Jonah Hex: Two Gun Mojo (1-5号; 1993年)
- Jonah Hex: Riders of the Worm and Such (1-5号; 1995年)
- Jonah Hex: Shadows West (1-3号; 1999年)
- Jonah Hex (Vol. 2 1号-継続中; 2005年–現在)
- Jonah Hex: No Way Back (2010年6月)

## 他メディアでの登場

### テレビ
- アニメ『バットマン』のエピソード「レイシュの告白」で、ラーズ・アル・グールが過去に対決したという設定で回想シーンに登場した。声はビル・マッキニーが担当した。
- アニメ『バットマン:ブレイブ&ボールド』第11話「兄弟子たちの逆襲!」第21話「裏切りのバトルアリーナ」に登場。声はフィル・モリスが担当した。
- ドラマ『レジェンド・オブ・トゥモロー』シーズン1、2、3の各1エピソードに登場。

### 映画
- 2010年に実写映画『ジョナ・ヘックス』が公開。主演はジョシュ・ブローリン。